# HD 188074
HD 188074，又名BD+47 2937，SAO 48907、HR 7577，是一颗恒星，视星等为6.2，位于銀經81.25，銀緯10.36，其B1900.0坐标为赤經19h 48m 20.1s，赤緯+47° 10.36′ 12″。